# Vapor Alice
O Alice foi um vapor da Marinha do Brasil construído em Ponta da Areia, Niterói. Alice é conhecida principalmente pela sua requisição para conduzir o Conde d'Eu para assumir comando das tropas no Paraguai e pelo seu naufrágio no dia 20 de agosto de 1899, cuja causa é desconhecida até hoje.

## Características gerais
Alice deslocava 304 toneladas, possuía 53,94 metros de comprimento, 6,70 metros de boca, 3,25 metros de pontal e 2,13 metros de calado. Sua propulsão consistia em máquinas de cem cavalos de força que o permitiam chegar a 12,5 nós (22,224 quilômetros por hora).